# 悪魔派
悪魔派（あくまは、英語: The Satanic School）は、ロバート・サウジーが命名したある詩人たちに対する称号である。ジョージ・ゴードン・バイロンおよびパーシー・ビッシュ・シェリーをその筆頭とする。サウジーによれば、「悪魔派」とされる詩人たちによる作品は「誇り高く、大胆不敵な不信心によるサタン的精神に特徴が見いだせること」がその命名理由である。
「悪魔派」なるタームは、したがって、サウジーの『審判の夢』A Vision of Judgment （1821年）において、恥辱と道徳的非難の語として初めて生まれたものである。しかしながら、バイロン自身は、「恐怖や嘲笑、猥褻と不信心の奇怪な組み合わせ」の作家というサウジーのバイロンに関する記述によろこびを感じた。バイロンは自ら『審判の夢』 Vision of Judgment を著し、サウジーに応えた。同書においてサウジーは、弱小の王たちについての讃頌を書く三文文士として登場する。バイロンはつけたしとして「悪魔派」の主題をとりあげ、サミュエル・テイラー・コールリッジの「悪魔派」と混同されないように「バイロン的ヒーロー」Byronic hero という像を生み出した。バイロン的ヒーローとは、『失楽園』におけるサタン（悪魔）のように、たとえ誤りであっても賞讃される悲劇的人物像であるとした。シャルル・ボードレールの「呪われた詩人」poëte maudit は、バイロン的ヒーローの系譜に連なる。
トーマス・カーライルは、この新しきアンチヒーローに反応し、バイロンとシェリーを「悪魔（devil）との口論」に呼吸を浪費し、「彼（サウジー）とフェアに直面し真摯に闘う勇気がない」として非難した。詩劇『マンフレッド』をめぐる材料において、バイロンは、これらの人物像はブルジョワの化身ではなく、むしろ火と精霊の創造物であると示唆した。